# Badis tuivaiei
Badis tuivaiei е вид бодлоперка от семейство Badidae. Видът е застрашен от изчезване.

## Разпространение
Разпространен е в Индия (Манипур).

## Описание
На дължина достигат до 5,6 cm.